# Ich bin Susanne
Ich bin Susanne ist eine US-amerikanische Liebesromanze aus dem Milieu der Revueartisten und Puppenspieltheater von Rowland V. Lee. Lilian Harvey ist hier in ihrer dritten Hollywood-Produktion zu sehen.

## Handlung
Die Tänzerin und Akrobatin Susanne ist der Star einer großen Pariser Revue. Ihr Manager Adolphe „Baron“ Herring lässt sie im Glauben, dass ihr Können kaum der Rede wert sei, hält sie klein, wo er nur kann, nutzt Susanne aber in jeder erdenklichen Weise gnadenlos aus. Eines Abends besucht der Sohn einer Puppenspielerfamilie, Tony Malatini, die Revue. Er ist derart begeistert von der zierlichen Künstlerin, dass er in Zukunft mit ihrem Konterfei die familieneigene Marionettenbühne, dem gleich nebenan gelegenen, jedoch wenig erfolgreichen Theatre des Marionettes, bewerben möchte. Aus diesem Grunde möchte Tony einige Skizzen von Susanne zeichnen, um aus ihr eine neue Marionette, eben die Puppe „Susanne“, anzufertigen. Susanne willigt gern ein, weil ihr der junge Mann gefällt, doch Manager Herring wittert gleich Gefahr, dass Tony ihm „seine“ Susanne ausspannen könnte und stellt sich zwischen die beiden jungen Leute. Susanne hat Angst, wegen ihrer Bereitwilligkeit von dem „Baron“ gefeuert zu werden und willigt ein, ihn sogar zu heiraten, damit sie wenigstens finanziell abgesichert ist.
Als Tony, der sich längst in das grazile Mädchen verliebt hat, davon hört, bittet er Susanne, nicht diesen Mann zu heiraten. Als Susanne daraufhin sehr aufgebracht wird, fällt sie rücklings in den Orchestergraben und bricht sich dabei ein Bein. Jetzt zeigt Manager Herring sein wahres Gesicht: Nun, wo Susanne keine Attraktion seiner Revue mehr sein kann und somit auch kein Geld einbringt, lässt er sie fallen und kümmert sich überhaupt nicht mehr um sie. Tony und seine Puppenspieler-Familie springen stattdessen ein. Susanne ist nach dem Unfall nicht mehr imstande zu tanzen. Tony bastelt eine nach Susannes Ebenbild gestaltete Puppe, die im Marionettentheater im Rahmen einer Miniaturrevue Susannes Tanzeinlagen übernimmt. Er geht derart in seiner Arbeit auf und sagt, dass er völlig vernarrt in seine Puppen sei und vor allem die „Susanne“-Puppe sei, dass die echte Susanne, die Tony gern zu einer Puppenspielerin ausbilden möchte, bald glaubt, dass er gar kein Interesse an ihr besitze. Doch das stimmt nicht; Tony ist genauso bis über beide Ohren in das Mädchen verliebt in sie wie sie in ihn. Und er schafft es sogar einen fähigen Arzt aufzutreiben, der sich ihres lädierten Beins annimmt, sodass Susanne schließlich wieder tanzend ins Scheinwerferlicht zurückkehren könnte, wenn sie es denn wollte.

## Produktionsnotizen
Ich bin Susanne entstand im Spätsommer 1933 in Hollywood, wohin Lilian Harvey Anfang Januar 1933 von Berlin aus aufgebrochen war. Der Film wurde am 22. Dezember 1933 in Österreich uraufgeführt. Die US-amerikanische Erstaufführung erfolgte am 25. Dezember 1933, die deutsche im März 1934.
Der in Schwarzweiß gedrehte Film wurde in einer viragierten Fassung präsentiert, in der die Farben Rosa und Gelb vorherrschen.
Die Kostüme entwarf Rita Kaufman, die Filmbauten Max Parker. Die Puppenspiel-Sequenzen wurden von Podrecca’s Piccoli Marionettes und den Yale Puppeteers geliefert. In einer Statistenrolle als Zuschauerin ist Lynn Bari zu sehen.
Von diesem Film wurde 2013 eine restaurierte Version auf dem TCM Film Fest gezeigt.

## Kritiken
Die Österreichische Film-Zeitung schrieb: „Lilian Harvey hat in dem Fox-Film „Ich bin Susanne“ eine ihrer darstellerischen Eigenart sehr angemessene Rolle gefunden, die alle Nuancen ihres Könnens umfasst und sie auch als vollendete Akrobatin zeigt. (…) Regisseur Rowland V. Lee hat einen aparten Rahmen für Lilian Harveys Kunst geschaffen, seine Inszenierungskunst geht neue und originelle Wege.“
Auf pre-code.com ist zu lesen: „Rowland V. Lees “I am Suzanne!” ist unbestreitbar ein ungewöhnlicher und einzigartiger Film. Mit langen, aufwendigen Sequenzen und Liedern, die um Marionetten und Puppentheater herum gebaut wurden, kommt er wie ein Kinderfilm herüber, besitzt aber eine tiefe psycho-sexuelle Seite.”